# 雅利安化
雅利安化是指将从犹太人处掠夺来的财产转移给非犹太人，将犹太人强行排除出納粹德國、其他轴心国阵营国家以及新占领领土的做法。犹太人的资产只能转移给雅利安人或其他非犹太人。